# 市川秀男
市川 秀男（いちかわ ひでお、HIDEO ICHIKAWA、1945年2月22日 - ）は、日本の音楽家 、ピアニスト、作曲家である。静岡県 磐田郡（現浜松市）生まれ。
1960年代の終わり頃より日本のジャズシーンの最前線で活躍した。数々のCMソングを提供する作曲家としても知られるほか、テレビドラマ『消えた巨人軍』（1978年、日本テレビ）のテーマ音楽の作曲や、『ザ・ハングマン』（1980年、朝日放送）のエンディングテーマ『あ・れ・か・ら』（ヒロスケ）の編曲も手がけた。

## 略歴
1945年、静岡県磐田郡(現浜松市)に生まれる。小学校時代よりピアノをはじめクラシックの作曲家を目指し、中学3年時に上京し東邦音楽大学附属東邦中学校に編入。国立音楽大学付属高等学校に入学し作曲を学び始める。高校時代にジャズと出会い、独学で学び、キャバレーやナイト・クラブで演奏活動を始める。 
1966年、『ナウズ・ザ・タイム』でレコーディング・デビュー。同年12月、八木正生のグループにいたジョージ大塚がトリオを結成し、寺川正興とともに参加した。
1970年4月、日本都市センターホールでジャック・ディジョネットと競演した。同年6月に 初のリーダー・アルバム『ホリデー』をリリース。同年10月には日野皓正グループに参加した。
1972年、中川幸男(b)、小津昌彦(ds)とともに市川秀男トリオ結成。
1976年、ジョージ川口率いるザ・ビッグ・4に参加。
1980年、富樫雅彦、鈴木勲とともにトリニティ結成。

## ディスコグラフィ

### アルバム
- ホリデー(HOLYDAY) ヴィーナスレコード 1970年
- ロック・ジョイ・イン・ピアノ(Rock Joy In Piano) 日本ビクターMCA 1971年
- ソロ＆トリオ（Solo & Trio）』TBM (THREE BLIND MICE) スリー・ブラインド・マイス 1974年
- Invitation RCAレコード 1976年
- 明日への旅立ち（Tomorrow） TBM (THREE BLIND MICE) スリー・ブラインド・マイス 1976年
- スカイスクレイパー テイチク(現テイチクエンタテインメント) 1977年
- ダイレクト・ピアノ ソニー・ミュージックエンタテインメント 1979年
- CM WORK ON・アソシエイツ・イヤーズ ウルトラ・ヴァイヴ 2008年4月26日
- COUP DE COEUR / クープ・ドゥ・クール VME 2008年6月13日
- バンドネオンのある光景 upup ltd. 2012年11月11日
- FULL CIRCLE MY SKETCHBOOK: 1 / フル・サークル~マイ・スケッチブック:1~ upup ltd. 2015年1月17日
- 夢の中の夢 upup ltd. 2016年12月23日
- ソロ・コンサート@カスヤの森現代美術館 ベガ・ミュージックエンタテインメント 2019年9月20日

トリニティ
- ワンダーランド CARNIVAL / RVC 1980年
- スマイル  Ariola Japan 1981年

### CMソング
- 「愛をうたおう、セイコーで!」タイム・ファイブ
- 資生堂ホネケーキ 古谷充
- ヤマギワ電気「ミラノ」 市川秀男
- SONY JACKAL「変装」 市川秀男
- 伊勢丹 Starlight Christmas タイム・ファイブ
- アリミノ「Good Wave」 ジェイク・コンセプション
- NIKKA G&G パーティサイズ アイリーン・クラール
- 象印エアーポット「The Woman」 木村芳子
- グンゼ「クルージング」 市川秀男
- 丸井のインテリア 福田ポプラ（ポプラ (歌手) ）
- マドラス「ハラバイ」 市川秀男
- ブリヂストン REGNO’82 ジェイク・コンセプション
- SONY New BHF「緑の光線」 葛城ユキ
- 雪印イルミーナ 木村誠
- ジョンソン綿棒「アニメ」 FLYIN’CAB
- 日立ビデオテープ「マスタックス」 やまがたすみこ
- サントリーX・O「X・Oの夜」 与世山澄子
- 雪印 リーベンデール 堀江マミ
- 丸井のインテリア館「石と花」 市川秀男
- バスクリンミニ120「美人の湯」 瀬間千恵
- TOTO「家族」 市川秀男
- 青春という名のラーメン「知的なタコイカ」 円道一成
- 明治プチクレープ「もの想い」 惣領智子
- ベルビー赤坂 市川秀男
- SONY ブラックトリニトロン「LAND」「視力検査」 阪口あや
- サントリー料理天国「グルメ缶詰」 市川秀男
- SUNTORY SUMMER GIFT’86「幸福なウィスキー」 チャリート
- 東京電力 電気温水器「踊る汗」 市川秀男
- 資生堂 バブルレギュラー「ちょっと贅沢」 ザ・ブレッスン・フォー
- 日清食品 チキンラーメン「作ろうよ」 市川秀男
- マキシムアイス ’87 ルシア塩満
- ブルボンチョコスナック「きこりの切株」 ザ・ブレッスン・フォー
- 日産CEDRIC「CIMA」（日産・シーマ） 市川秀男
- MIZUNO RUNBIRD SHOES「カール・ルイスの口笛」 市川秀男
- 日本通運 引越便「陸と海と空と」 市川秀男
- ファーストキッチン「ベーコンエッグバーガー」 市川秀男
- JRA Green Spirit ’89「Now and forever」 やまがたすみこ
- オリンパス「とまり木」 中川昌三
- シトロエン 市川秀男
- FUJI COLOR “WORLD CUP 1990 ITALY” タイロン橋本
- IBM・PS 55/Z「藤田監督」 市川秀男
- ダイワハウス「まあるい灯り」 市川秀男
- リプトン リーフポシェット「新しいカタチ」 WATERAグレイセス(スリー・グレイセス)
- アサヒ黒生「犬と夜」AFTER 9 鈴木道子(道子)
- アサヒ黒生’96秋「宇宙遊泳」JUST AFTER 9 鈴木道子(道子)
- 西武スペシャル’82「祭」 市川秀男
- 西武スペシャル’82「着物」 市川秀男[6]